# 東京大学法律相談所
東京大学法律相談所（とうきょうだいがくほうりつそうだんしょ）は、東京大学公認の学生団体である。

## 沿革
1947年、東京大学の五月祭で無料法律相談を行ったことをきっかけに、当時の法学部長であった我妻栄教授の協力のもと設立された。
1948年には最初の模擬裁判が行なわれ、尊属殺害事件の合憲性をテーマに行われた。
2006年、継続的な無料法律相談の開設と五月祭における模擬裁判の上演を評価され、東京大学総長賞を受賞した。

## 主な活動

### 無料法律相談
1年を通して、東京大学本郷キャンパスで、週三回一般の相談者を対象に無料で法律相談を行っている。

### 移動相談
夏季には地方へ出張し、無料の法律相談を行っている。

### 講演会
著名な学者や各界の方を招いて、文化祭などで講演会を行っている。

### 五月祭 模擬裁判・交流会
東京大学の五月祭において、安田講堂で模擬裁判を行っている。
また、五月祭では別の会場で法律の事例を用いた法律相談所の所員との交流会が行われる。